# Lonesome Luke, Social Gangster
Lonesome Luke, Social Gangster er en amerikansk stumfilm fra 1915 af J. Farrell MacDonald og Hal Roach.

## Medvirkende
- Harold Lloyd som Luke
- Snub Pollard
- Gene Marsh
- Bebe Daniels